# ITAR-TASS
ITAR-TASS (en ruso: Информационное телеграфное агентство России, Informatsiónnoie telegráfnoie aguentstvo Rossii; Agencia de Información Telegráfica de Rusia) es la agencia de noticias heredera de los servicios y redes de la antigua TASS soviética. Fue creada en 1992, tras la disolución de la Unión Soviética, al ser renombrada como TASS por el presidente ruso Borís Yeltsin mediante un decreto.
En mayo de 1994, el gobierno ruso adoptó una resolución Sobre la aprobación del estatuto de la Agencia de Información Telegráfica de Rusia, según la cual ITAR-TASS funciona como dependencia del gobierno central. Se buscó conservar el acrónimo TASS, para lo cual se lo resignificó como Телеграфное агентство связи и сообщения, Telegráfnoie aguentstvo svyazi i soobschéniya, en español: Agencia Telegráfica de Conexión y Comunicaciones.
En septiembre de 2014, la agencia volvió a usar su nombre inicial, reconocido en el mundo entero, pasando a denominarse " Agencia de noticias de Rusia TASS".
De acuerdo a su sitio web produce por día unas 700 páginas de diario de noticias. Tiene 74 corresponsalías y delegaciones en Rusia y otros países de la Comunidad de Estados Independientes, así como otras 65 corresponsalías en 62 países.